# Асмодей (картина Гойи)
Асмодей, или Фантастическое видение (исп. Vision fantástica) — названия, даваемые фреске, написанной между 1819 и 1823 годами испанским художником Франсиско Гойей. На ней изображены две летящие фигуры, парящие над пейзажем, в котором доминирует гора. «Асмодей» — одна из 14 «Мрачных картин» Гойи — его последней важной серии, которую он нарисовал на стенах собственного же дома (Quinta del Sordo) в окрестностях Мадрида.
Не осталось каких-либо документов или свидетельств, рассказывающих о толковании своей серии самим Гойей, что возможно показывает, что его работы были выполнены не для публики. Гойя не давал названия своим работам в этой серии; имя «Асмодей» позднее было дано его другом, испанским художником Антонио Бругада. Асмодей — демон из Книги Товита. Асмодей также упоминается в греческом мифе о Прометее, в котором богиня Афина пронесла его над Кавказскими горами.
Две фигуры, одна мужская и одна женская, парят над широким ландшафтом. Женщина одета в белое и укрыта в красно-розовую накидку. Оба героя напуганы: она в страхе укрывает нижнюю часть лица накидкой, его же лицо глубоко встревоженно. Их взгляды устремлены в противоположные направления, его взгляд устремлён на город, расположенный на вершине горы. Критик Эван Коннелл замечает, что форма горы напоминает Гибралтар, служивший убежищем для испанских либералов во время Пиренейских войн. На переднем плане группа из французских солдат, похожих на аналогичных персонажей другой картины Гойи 1814 года «Третье мая 1808 года в Мадриде», которые прицеливаются в людей, бредущих у подножия горы. Эти люди двигаются вместе с лошадьми и повозками, являясь предположительно беженцами, спасающимися от последствий войны с наполеоновской Францией, жертв которой Гойя изобразил ранее в серии «Бедствия войны».
Писатель Ричард Коттрелл отметил сходство изображения неба с другой картиной Гойи из тех же «Мрачных картин», «Собакой». Работа также имеет сходство с картинами «Атропа» и «Фестиваль в Сан-Исидро» в использовании эллиптического визуального приёма искажения зрительной перспективы.
Первоначально эта работа была нанесена на стену дома и, как большинство из «Мрачных картин», на более раннюю версию этой же сцены. Позднее она была перенесена на полотно и теперь хранится в музее Прадо, вместе с другими картинами той же серии.